# 600 (szám)
A 600 (hatszáz) az 599 és 601 között található természetes szám. Mivel osztható számjegyeinek összegével, így Harshad-szám. Téglalapszám (24 · 25). Erősen bővelkedő szám: osztóinak összege nagyobb, mint bármely nála kisebb pozitív egész szám osztóinak összege.

## Egyéb területeken
- A 600 milliméteres nyomtávolság elterjedt Magyarország kisvasútjain.